# Natació sincronitzada als Jocs Olímpics d'Estiu de 2004
Als Jocs Olímpics d'Estiu de 2004 celebrats a la ciutat d'Atenes (Grècia) es disputaren 2 competicions de natació sincronitzada, una per parelles i una altra per equips.
La competició es desenvolupà al Centre Aquàtic Olímpic entre els dies 23 i 27 d'agost de 2004. Hi participaren un total de 101 nedadores de 24 comitès nacionals diferents.

## Resum de medalles
| Prova            | Or | Argent | Bronze |
| Parelles Detalls | RússiaAnastassia Davídova · Anastassia Iermakova | JapóMiya Tachibana · Miho Takeda                                                                                             | Estats UnitsAlison Bartosik · Anna Kozlova                                                                                                   |
| Equips Detalls   | RússiaYelena Azarova · Olga Brusnikina · Anastassia Davídova · Anastassia Iermakova · Elvira Khasyanova · Maria Kisseleva · Olga Novokshchenova · Anna Shorina · Mariya Gromova | JapóMichiyo Fujimaru · Saho Harada · Kanako Kitao · Emiko Suzuki · Miya Tachibana · Miho Takeda · Juri Tatsumi · Yoko Yoneda | Estats UnitsAlison Bartosik · Tamara Crow · Rebecca Jasontek · Anna Kozlova · Sara Lowe · Lauren McFall · Stephanie Nesbitt · Kendra Zanotto |

## Medaller
| Posició | País         | Or | Argent | Bronze | Total |
| 1       | Rússia       | 2  | 0      | 0      | 2     |
| 2       | Japó         | 0  | 2      | 0      | 2     |
| 3       | Estats Units | 0  | 0      | 2      | 2     |